# Tipnus unicolor
Tipnus unicolor är en skalbaggsart som först beskrevs av Mathias Piller och Ludwig Mitterpacher von Mitterburg 1783.  I den svenska databasen Dyntaxa används istället namnet Epauloecus unicolor. Enligt Catalogue of Life ingår Tipnus unicolor i släktet Tipnus och familjen Ptinidae, men enligt Dyntaxa är tillhörigheten istället släktet Tipnus och familjen trägnagare. Arten är reproducerande i Sverige. Inga underarter finns listade i Catalogue of Life.